# Agustín de Betancourt
Agustín de Betancourt y Molina (Agustín José Pedro del Carmen Domingo de Candelaria de Betancourt y Molina, ros. Августин Августинович де Бетанкур, Avgustin Avgustinovich de Betankur; fr. Augustin Bétancourt; ur. 1 lutego 1758 w Puerto de la Cruz, zm. 14 lub 26 lipca 1824 w Petersburgu) – hiszpański inżynier i wynalazca. 
Pracował w Hiszpanii, Francji i Rosji. Był wszechstronnym inżynierem, zajmował się maszynami parowymi i balonami na ogrzane powietrze, inżynierią budowlaną i planowaniem urbanistycznym. Jako pedagog w 1802 założył i kierował Szkołą Inżynierów Dróg i Kanałów. Był także inspektorem Instytutu Korpusu Inżynierów Komunikacji w Petersburgu. Nadzorował plany urbanistyczne i budowę w Petersburgu, Kronsztadzie, Niżnym Nowogrodzie i innych rosyjskich miastach. Był poliglotą: mówił po hiszpańsku, łacinie, francusku, rosyjsku, niemiecku i angielsku.

## Rodzina
Pochodził ze znanej hiszpańskiej rodziny arystokratycznej: je go ojcem był Agustín de Betancourt y Castro, starszy rodu, rycerz Zakonu Calatrava i podpułkownik Armii Królewskiej a matką  Leonora de Molina y Briones, córką markizów Villafuerte. 